# トリフルオロメタンスルホン酸銀
トリフルオロメタンスルホン酸銀（英語：Silver trifluoromethanesulfonate）は、銀とトリフラートとの塩である。トリフラートが弱い配位性アニオンであることから、ハロゲン化物抽出配位子として利用される。似たような銀の塩としては、テトラフルオロホウ酸銀(I)、ヘキサフルオロリン酸銀(I)などが有る。
ヨウ素／N-ヨードスクシンイミドの存在下で、炭水化物のアノマー中心で硫黄保護基を活性化するのに利用される。